# Schoenoxiphium schweickerdtii
Schoenoxiphium schweickerdtii là loài thực vật có hoa trong họ Cói. Loài này được Merxm. & Podlech miêu tả khoa học đầu tiên năm 1960.